# Anobrium
Anobrium – rodzaj chrząszczy z rodziny kózkowatych i podrodziny zgrzypikowych. 

## Zasięg występowania
Przedstawiciele tego rodzaju występują w Ameryce Południowej, od Ekwadoru i Gujany Francuskiej na płn. po Boliwię na płd.

## Systematyka
Do Anobrium należy 11 gatunków:
- Anobrium bicolor
- Anobrium fasciatum
- Anobrium fraterculum
- Anobrium leuconotum
- Anobrium luridum
- Anobrium minimum
- Anobrium obertheuri
- Anobrium punctatum
- Anobrium rugosicollis
- Anobrium simplicis
- Anobrium wappesi